# Core banking
Core banking este un serviciu bancar furnizat printr-o rețea de sucursale bancare interconectate, care permite clienților să acceseze conturile bancare și să efectueze tranzacții de bază din orice sucursală membră.
Core banking include operațiuni de bază precum depuneri și împrumuturi, gestionarea conturilor de tranzacții, acordarea de credite, ipoteci și procesarea plăților. Aceste servicii sunt accesibile prin canale multiple, cum ar fi bancomate, internet banking, Mobile banking⁠(d) și sucursale.
Software-ul de core banking reprezintă o componentă esențială a tehnologiei bancare, permițând centralizarea înregistrărilor și furnizarea serviciilor de bază la nivelul întregii rețele bancare.

## Istorie
Core banking-ul a devenit posibil odată cu apariția tehnologiei informatice și de telecomunicații care a permis partajarea rapidă și eficientă a informațiilor între sucursalele băncilor.
Înainte de anii 1970, era nevoie de cel puțin o zi pentru ca o tranzacție să fie reflectată în contul real al unui client, deoarece fiecare sucursală avea servere locale, iar datele erau transmise la centrele de date abia la sfârșitul zilei (EOD).
În următoarele trei decenii, majoritatea băncilor au adoptat aplicații de core banking pentru a-și sprijini operațiunile, creând un mediu centralizat online în timp real (Centralized Online Real-time Exchange - CORE). Acest sistem a permis tuturor sucursalelor să acceseze aplicațiile din centrele de date centralizate. Depozitele realizate erau reflectate imediat pe serverele centrale, iar clienții puteau retrage banii depuși de la orice sucursală a băncii.

## Software

Diagrama de tip UML ilustrând un cont bancar (în engleză)

Progresele în tehnologia informației și internet au redus semnificativ volumul de muncă manuală din bănci și au crescut eficiența operațională. Software-ul pentru core banking a fost dezvoltat pentru a îndeplini funcțiile esențiale ale activităților bancare, precum înregistrarea tranzacțiilor, gestionarea registrelor contabile (carnete de economii), calculul dobânzilor la credite și depozite, păstrarea înregistrărilor clienților, echilibrarea plăților și retragerilor. Aceste soluții software sunt instalate în sucursalele bancare și conectate între ele prin rețele de calculatoare care utilizează telefonia, sateliții și internetul.

## Furnizorii
Instituțiile financiare mari pot dezvolta propriile sisteme personalizate de core banking, însă băncile comunitare și cooperativele de credit preferă de obicei să externalizeze aceste sisteme către furnizori specializați. Deși nu există un registru public al furnizorilor de core banking, companii de cercetare de piață precum Gartner sau Forrester Research⁠(d) publică anual analize ale platformelor utilizate.
Printre cei mai cunoscuți furnizori de soluții de core banking se numără:
- Termenos AG
- Oracle Financial Services Software⁠(d)
- Infosys⁠(d)
- Avaloq⁠(d)